# Il fuorilegge (film 1978)
Il fuorilegge (Perceval le gallois) è un film del 1978 diretto da Éric Rohmer, tratto dal poema cavalleresco incompiuto del ciclo bretone Perceval o il racconto del Graal, composto tra il 1175 ed il 1190 da Chrétien de Troyes.

## Trama
Affascinato da un incontro imprevisto con dei cavalieri, Perceval, un ragazzo cresciuto isolato nel suo castello e nei boschi intorno, è convinto di aver visto degli angeli.
Sfidando la disapprovazione della madre che, a causa di tragici lutti,  ha fatto di tutto per evitare che Perceval conosca la guerra, decide di recarsi alla corte di re Artù per diventare cavaliere.
La sua inesperienza e la sua ingenuità gli fanno commettere gravi errori. Durante il viaggio provoca la gelosia del cavaliere Orgueilleux de la Lande (di cui ha ingenuamente baciato la dama), che giura di fargliela pagare.
Alla corte di re Artù ottiene l'investitura a cavaliere e uccide il Cavaliere Rosso, che è in lite col re e ha insultato la regina; s'impossessa della sua armatura e parte per nuove avventure. ottiene. Da Gornemant de Goort, un castellano che gli concede ospitalità, riceve dei consigli e viene iniziato all'uso delle armi. Nella città di Beaurepaire difende la giovane dama Blanche-Fleur respingendo gli assalti di Clamadieu des Îles, un nobile che vorrebbe impadronirsi del castello di lei: lo sconfigge ma gli concede salva la vita, preferendo affidarlo alle prigioni di re Artà. 
Vorrebbe allora tornare al castello materno. Dalla nebbia emerge la sagoma di un maniero: il Re Pescatore, suo castellano, gli offre ospitalità. Durante la festa assiste a uno strano cerimoniale: un giovane porta una lancia sanguinante e una ragazza una coppa, il "Graal". Per discrezione non osa chiedere spiegazioni. La mattina dopo si ritrova solo, il maniero è vuoto. Una donna dall'aspetto stregonesco gli rimprovera di non aver fatto la domanda che avrebbe guarito il re ammalato.
Ormai Perceval è condannato a errare e a non ritrovare il proprio castello. Proseguendo il suo viaggio, ha l'occasione di umiliare l'Orgueilleux de la Lande.
Udita la fama delle sue gesta, re Artù si ripromette di incontrarlo ma Perceval preferisce la solitudine.
Trascorrono cinque anni. Apprende da un eremita che le sue disgrazie dipendono dal fatto che ha abbandonato sua madre e lei è morta di dolore. Perceval ritrova il maniero del Graal.
Il venerdì santo si raccoglie davanti alla rappresentazione della Passione e si pente dei peccati di vanità.

## Produzione

### Il soggetto
Il soggetto del film è tratto dal poema arturiano Le conte du Graal ou le Roman de Perceval di Chrétien de Troyes (1137-1190). Già nel 1964 Rohmer aveva realizzato per la televisione un documentario su di esso, in bianco e nero, di venti minuti, con documenti e miniature dell'epoca. Passeranno quattordici anni perché realizzi la versione cinematografica.
Il regista spiega in un'intervista:
(Éric Rohmer, Note sur la traduction et sur la mise en scène de Perceval, in L'Avant Scène,1º febbraio 1979.)

### La lingua
L'utilizzo diretto del testo di Chrétien de Troyes, nel francese del XII secolo avrebbe impedito al film di essere accessibile al grande pubblico. Rohmer che non era soddisfatto delle traduzioni esistenti ne intraprese una propria, in versi di otto sillabe,  che "obbedisse a una duplice esigenza, quella di essere letterale e quella di essere comprensibile". Tradurrà solo una parte dei 9234 ottonari del poema.
(Eric Rohmer)
((traduzione propria))

### Una "messa in scena" teatrale
Il film è tutto girato nello studio di Epinay in un'unica scenografia. Il regista dichiara in un'intervista concessa a Claude-Jean Philippe che "ha cercato di trovare la visione di uno spazio che fosse semplificato, cioè di uno spazio che si potesse afferrare quasi con un solo colpo d'occhio".
La scenografia è stilizzata: un'arena di sabbia, erba dipinta, rocce di cartone, un fiume in fibra di vetro, tre alberi di metallo, un castello di cartone dorato, sempre lo stesso, su cui cambiano solo gli stemmi e le insegne..

### Recitazione e scenografia
Ecco come Rohmer stesso spiega le sue scelte registiche:
(Eric Rohmer)
((traduzione propria))

### Uso della terza persona
I personaggi parlano di sé stessi in terza persona. Essi descrivono se stessi, commentano il proprio comportamento, anche in preda alle emozioni più forti. Non si sottolinea il passaggio fra discorso diretto e discorso indiretto.
Ad esempio in una scena, Blanchefleur, prima di mettersi a piangere, mormora: "Lei piange".
Ciò produce un effetto di "straniamento" fortemente voluto da Rohmer.
Viene utilizzato alternativamente il parlato e il canto.

### Coro
Rohmer ricorre all'invenzione di un coro: voci anonime fuoricampo cantano e commentano la storia.

### Musica
Autore delle musiche è Guy Robert, che ha rielaborato arie del XII e del XIII secolo e utilizzato strumenti dell'epoca, come la chitarra saracena, la ribeca, il liuto, il flauto traverso, lo chalumeau.

## Distribuzione e accoglienza
Il film, presentato al Festival di Parigi nel 1978, sconcerta pubblico e critica.
In Italia fu distribuito nel 1984 con sottotitoli.

## Critica
Jean de Baroncelli scrive su Le Monde il 13 ottobre 1978:
(Michele Mancini, Eric Rohmer, p. 91.)

## Medioevo e infanzia
Giovanna Angeli scrive in un suo studio dedicato alle fonti medioevali del film:
(Giovanna Angeli, Perceval le Gallois d'Éric Rohmer et ses sources, pp. 33-48.)

## Riconoscimenti
- 1979 - Prix Méliès
- 1979 - Semana Internacional de Cine de Valladolid
  - Menzione speciale